# Walter Welford
Walter Welford (* 21. Mai 1868 in Bellerby, Yorkshire, England; † 28. Juni 1952 in Altona, Kanada) war ein US-amerikanischer Politiker und zwischen 1935 und 1937 der 20. Gouverneur des Bundesstaates North Dakota.

## Frühe Jahre und politischer Aufstieg
Walter Welford erhielt seine Schulbildung in den öffentlichen Schulen von North Dakota. Zwischen 1900 und 1920 war er bei der Verwaltung im Pembina County angestellt. Gleichzeitig war er zwischen 1907 und 1911 Abgeordneter im Repräsentantenhaus von North Dakota. Von 1917 bis 1921 saß er im Staatssenat. Damals stand er der progressiven Nonpartisan League nahe. Bei den Wahlen des Jahres 1934 wurde er dann als Kandidat der Republikanischen Partei zum Vizegouverneur von North Dakota gewählt.

## Gouverneur von North Dakota
Nach nur fünf Wochen als Vizegouverneur musste er im Februar 1935 das Amt des Gouverneurs übernehmen, nachdem sein Vorgänger Thomas H. Moodie von einem Gericht abgesetzt wurde, weil er nach geltendem Recht nicht wählbar gewesen war. Welford musste nun die gerade begonnene Amtszeit Moodies beenden. In seiner Amtszeit litt der Staat an den Folgen einer großen Trockenheit. 1936 erhielt der Gouverneur von Präsident Franklin D. Roosevelt finanzielle Unterstützung für die betroffenen Farmer. Im Jahr 1936 bewarb sich Welford erfolglos um eine Wiederwahl. Daher schied er am 6. Januar 1937 aus dem Amt.
Nach dem Ende seiner Amtszeit zog sich Welford aus der Politik zurück. Er widmete sich seinen privaten Interessen und verstarb im Juni 1952. Er war mit Edith Bachmann verheiratet. Das einzige gemeinsame Kind ist bereits im Kindesalter verstorben.